# Vu Khải Hiền
Vu Khải Hiền (tên tiếng Anh: Eric Moo) (giản thể: 巫启贤; phồn thể: 巫啟賢; bính âm: Wū Qǐxián; Yale Quảng Đông: Moo Kai-Yin) (sinh ngày 9 tháng 2 năm 1963 tại Kampar, Perak, Malaysia) là một ca sĩ / nhạc sĩ / nhà sản xuất âm nhạc nổi tiếng khắp Đài Loan, Hương Cảng, Malaysia, Singapore... và nhiều quốc gia châu Á khác. Anh cùng Chu Hoa Kiện và Vương Kiệt được đánh giá là một trong số ít những nam ca sĩ có âm vực tốt và giọng ca đặc biệt nhất của thế giới nhạc Hoa ngữ.

## Thân thế và sự nghiệp
Vu Khải Hiền là người dân tộc Khách Gia, anh mất mẹ năm lên 8, chị anh là người chăm sóc cho anh. Anh cũng là công dân thường trú của Singapore
Trường trung học ngày xưa của Vu Khải Hiền là một trường nổi tiếng trong cộng đồng người Hoa, mang tên "The Chinese Highschool"
Anh bắt đầu chơi nhạc năm 17 tuổi và sáng lập ban "Subway Band" (地下铁) (Địa Hạ Thiết) khi còn ở trung học và bắt đầu ca hát chuyên nghiệp vào năm 1983. Anh phát hành album đầu tiên năm 1984 và đã ngay lập tức được xếp số 1 bảng âm nhạc Pop của Singapore (Singapore's Pop charts). Sau đó anh quyết định phát triển tại Đài Loan. Nhưng danh tiếng của anh vẫn lẫy lừng khắp Hương Cảng (Hồng Kông) là một thị trường rất khó tính
Năm 1994 là năm rực rỡ của Eric Moo. Trong năm này anh đạt được những đỉnh cao của sự sáng tạo cho riêng mình. Từ Mã Lai, Hồng Kông, Trung Quốc rồi cơn sốt lan khắp châu Á. Giải thưởng nghệ sĩ xuất sắc châu Á là sự khẳng định lớn nhất của anh.
Đến nay anh đã phát hành hơn 40 albums và đã tổ chức hơn 40 concerts trong hơn 20 ca hát của mình
Hiện nay anh sống tại Đài Loan cùng người vợ Đài Loan của mình
Buổi lưu diễn với nhất của anh là ngày 10 tháng 6 năm 2007 tại hí viện MAX Pavilion của Singapore Expo.

## Danh sách các album nổi tiếng nhất

### Tiếng Phổ Thông
- 1985 心情 Tâm tình
- 1987 年輕的心
- 1988 個性生活寫真集[你是我的唯一]
- 1989 個性生活寫真集2[何必孤獨]
- 1989 為了你[一個像我這樣的男子] Tại vì em
- 1990 唱不完的情歌[巫啟賢的柔情之旅]
- 1991 傷心情話[傷心的人更傷心] Thương tâm tình thoại
- 1992 赤子心情[是否你曾偷偷的哭] Xích tử tâm tình
- 1992 愛情啟事[回到自己身邊] Kể chuyện yêu đương
- 1993 紅塵來去一場夢 Cuộc đời trôi qua như giấc mộng
- 1993 等你等到我心痛 Chờ em đến đau lòng
- 1994 湊熱鬧
- 1994 太傻 Quá dại khờ (Biệt khúc)
- 1994 愛情傀儡 Bù nhìn của tình yêu
- 1995 愛那麼重
- 1996 思念誰
- 1996 我感覺不到你
- 1996 啟蒙情歌
- 1997 賢言賢語
- 1998 啟賢留文正
- 1998 我是你的 I'm Yours
- 2000 團圓
- 2000 感動
- 2002 都是路彎彎 The Always Winding Road
- 2003 只愛一點點 Only Love a Little

### Tiếng quảng Đông
- 1989 浪子心聲 Nỗi lòng lãng tử
- 1994 心酸的情歌 Bài tình ca não nùng (Tình đã bay xa)
- 1995 有心[只因你傷心] Có lòng (chỉ có em đau lòng)
- 1996 風中有你 Trong gió có em

### Album tuyển tập / Thâu trực tiếp từ Liveshow
- 1996 巫啟賢的傻情歌 Tình ca Vu Khải Hiền
- 1997 演唱會精選
- 1999 尋賢啟事